# Erici de Cízic
Erici de Cízic (en llatí Erycius, en grec Eρύκιος ο Κυζικηνός) va ser un poeta grec nascut a Cízic, que té alguns epigrames seus recollits a l'Antologia grega. Va viure al segle i aC, probablement en temps de Sul·la i va florir cap a l'any 84 aC. Amb el mateix nom d'Erici hi ha també a l'Antologia grega un altre epigramista, Erici de Tessàlia, els poemes dels quals es confonen de vegades per estar molt barrejats i no se sap quin dels dos n'era realment l'autor. Només se sap que la majoria d'epigrames eren de tema pastoral i que l'autor en va ser aquest Erici de Cízic.